# First Air-vlucht 6560
First Air-vlucht 6560 was een binnenlandse chartervlucht in Canada van First Air vanuit Yellowknife, Northwest Territories naar Resolute, Nunavut. De vlucht die op 20 augustus 2011 werd uitgevoerd met een Boeing 737-200 stortte neer tijdens de landing. Van de vijftien mensen aan boord kwamen er twaalf om het leven en raakten de overige drie ernstig gewond. Het toestel vloog in de wolken en raakte een heuvel nabij Resolute Bay Airport. 
Uit het daaropvolgende onderzoek bleek dat een late start van de afdaling, het onbedoeld gedeeltelijk uitschakelen van de automatische piloot tijdens de eindnadering, een afwijking in het kompassysteem van het vliegtuig en een slechte communicatie tussen de cockpitbemanning ertoe leidden dat het vliegtuig aanzienlijk van de koers van het eindnaderingspad afdwaalde.

## Geschiedenis van de vlucht
Vlucht 6560 was op 20 augustus om 09:40 CDT vertrokken van Yellowknife Airport voor een vlucht naar Resolute Bay Airport met 11 passagiers, vier bemanningsleden en vracht. Gezagvoerder Blair Rutherford werd aangewezen als gezagvoerder die voor het segment vloog, en co-piloot David Hare als co-piloot die niet vloog. De vlucht zou worden uitgevoerd in overeenstemming met de regels voor instrumentvliegen. 
Rapporten die kort na het opstijgen werden ontvangen, wezen op verslechterd weer bij Resolute, maar de bemanning was het erover eens dat de vlucht niet mocht worden uitgesteld. Na een rustige vlucht en eerste afdaling maakte het vliegtuig om 11:38 de laatste bocht om in lijn te komen met landingsbaan 35 van Resolute Airport, en de bemanning was naar verluidt 19 kilometer verwijderd. Bij het afdalen in de wolken, in plaats van het localizersignaal langs het spoor van de baan te volgen, vestigde het vliegtuig zich echter op een spoor dat ongeveer evenwijdig en ten oosten van de middenlijn van de baan was. Om 11:41, toen de bemanning een doorstart maakte, kwam vlucht 6560 in botsing met het terrein voor de landingsbaan, ongeveer 1,9 km naar het oosten, en brak in drie stukken.

## Vliegtuig
Het betrokken vliegtuig was een combi (of gecombineerde passagiersvracht) Boeing 737-210C met registratie C-GNWN. Het toestel was gemaakt in 1975 met serienummer 21067/414. C-GNWN was uitgerust met een grindkit om operaties mogelijk te maken vanaf onverharde landingsbanen, zoals die op Resolute Bay Airport. Tijdens het onderzoek werden geen noemenswaardige problemen met de onderhoudsgegevens van het vliegtuig geconstateerd.

## Onderzoek
Het ongeval werd onderzocht door de Transportation Safety Board of Canada (TSB). In januari 2012 heeft de TSB een onderzoeksupdate uitgegeven waarin het ongeval werd geclassificeerd als een gecontroleerde vlucht naar het terrein. Het verklaarde dat de doorstartmanoeuvre twee seconden voor de botsing was begonnen. Op dat moment had de bemanning de checklist voor de landing voltooid, de kleppen waren op 40, het vliegtuig vloog met 291 km/h en het landingsgestel was uitgeklapt en vergrendeld. Beide motoren waren in bedrijf en produceerden stroom. Het vliegtuig had een instrumentlandingsysteem-benadering (ILS) gevolgd vanwege slecht zicht. Uit onderzoek na een crash bleek dat het ILS-systeem van de luchthaven normaal functioneerde en twintig minuten na de crash van vlucht 6560 met succes werd gebruikt door een ander vliegtuig.
In maart 2014 heeft de TSB het definitieve ongevallenrapport uitgebracht. Het bleek dat de beslissing van de bemanning om de afdaling vanaf de kruishoogte te beginnen te laat genomen was. Dit was het gevolg van een aanzienlijk verhoogde werklast die de prestaties en het vermogen van de bemanning om alle parameters goed te volgen negatief beïnvloedde. 
De nadering verliep volledig op de automatische piloot, die correct was ingesteld om het lokalisatiesignaal op te vangen en de hartlijn van de landingsbaan te volgen (VOR/LOC-vastlegmodus). Een onbedoelde beweging van de stuurkolom door de gezagvoerder tijdens de bocht naar het eindnaderingsspoor zorgde er echter voor dat de stuurautomaat uit de VOR / LOC-modus kwam en terugkeerde naar het handhaven van de huidige koers, waardoor het vliegtuig naar rechts rolde (oost) van de hartlijn van de baan.
De afwijking werd correct weergegeven op de ingebouwde localizer-indicator. Om onduidelijke redenen was het kompassysteem echter tijdens de eerste afdaling onjuist ingesteld, zodat het een koers weergaf die 8° links van de werkelijke koers lag. Verder had de piloot het kompas niet opnieuw gekalibreerd na de eerste afdaling, 15 minuten voor de crash, hoewel regelmatige herkalibratie zo dicht bij de magnetische noordpool nodig is; de magnetische invloed verhoogde de initiële miskalibratie verder tot 17°, waardoor de gezagvoerder de verkeerde indruk kreeg dat het vliegtuig de hartlijn van de baan herwon.
In feite vloog het vliegtuig ongeveer parallel aan de landingsbaan en een wind uit het zuidwesten duwde het zelfs nog verder naar het oosten. Door de aanzienlijk hogere werkdruk merkte geen van de piloten de gedeeltelijke uitschakeling van de automatische piloot op. De co-piloot wist dat het vliegtuig rechts van koers was en op weg was naar de heuvel ten oosten van de luchthaven. Hij probeerde de gezagvoerder 18 keer te waarschuwen met behulp van verschillende variaties in frasering, maar slaagde er niet in een manier te vinden om de urgentie van de situatie over te brengen en de gezagvoerder van koers te laten veranderen. 
Nadat het waarschuwingssysteem voor grondnabijheid een waarschuwing voor 'zinksnelheid' had gegeven, gaf de gezagvoerder uiteindelijk het bevel een doorstart te maken, maar er was onvoldoende afstand tot het terrein om de botsing te voorkomen. De TSB benadrukte hoe de nadering volgens First Airs eigen standaardprocedures duidelijk onstabiel was en in een vroeg stadium had moeten worden afgebroken. Het bestuur benadrukte de risico's van onstabiele benaderingen die worden voortgezet voor een landing, en riep luchtvaartmaatschappijen en autoriteiten op om de standaard operationele procedures en best practices voor het beheer van de werklast van de bemanning af te dwingen, om de bemanningen te helpen de werklast te beheren en effectief te communiceren om betere beslissingen te nemen.

## In de populaire cultuur
De crash van First Air Flight 6560 werd behandeld in "Death in the Arctic", een aflevering van seizoen 14 (2015) van de internationaal gesyndiceerde Canadese tv-documentairereeks Mayday, ook wel Air Crash Investigation.